# Berg (Heppingen)

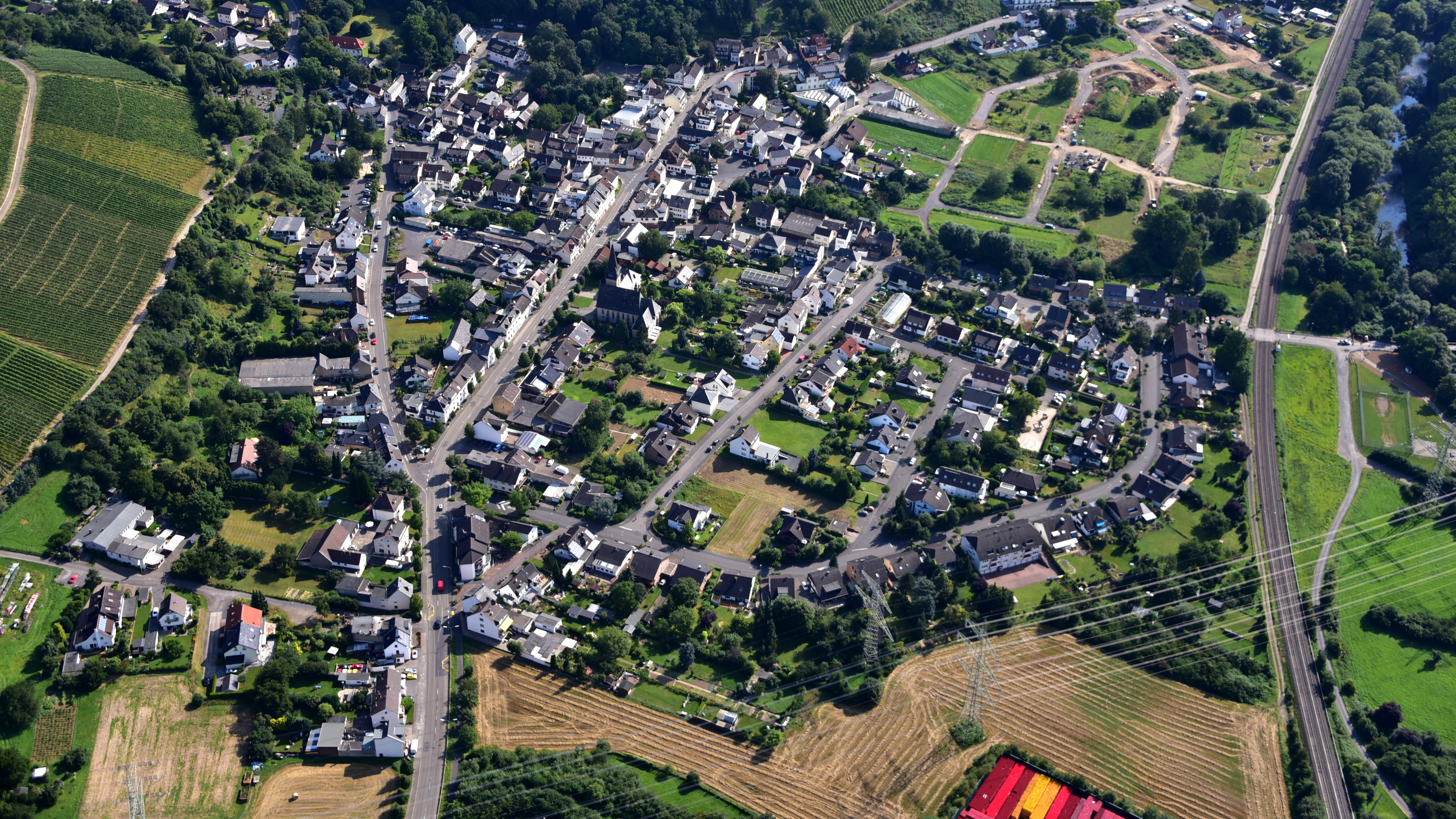
Weinlage Berg linkerhand von Heppingen

Der Berg, auch Heppinger Berg und Heimersheimer Berg,  ist eine Einzellage im Bad Neuenahr-Ahrweiler Ortsbezirk Heimersheim bei Heppingen im deutschen Weinbaugebiet Ahr im unteren Ahrtal.

## Lage
Die Lage ist Teil der Großlage Klosterberg im Bereich Walporzheim/Ahrtal. Sie gehört mit 6 Hektar zu den kleineren Lagen der Ahr, davon waren 2024 5,4 ha bestockt. Der Berg hat eine süd- bis südöstliche Ausrichtung. Die Höhe liegt bei 100–140 m über NN und der Boden weist einen lehmigen Untergrund auf Schiefer und Grauwacken auf. Hauptsächlich wird die Rebsorte Spätburgunder angebaut, zu einem kleineren Anteil auch Portugieser. Der Heppinger Berg war bis zur Mitte der letzten Jahrhunderts die am weitesten westlich im Ahrtal gelegene Lage, die von dem Reblausbefall betroffen war.